# Gare de Tamako
La gare de Tamako (多摩湖駅, Tamako-eki) est une gare ferroviaire située à Higashimurayama, à Tokyo au Japon. La gare est exploitée par la compagnie Seibu.

## Situation ferroviaire
La gare est située au début de la ligne Seibu Yamaguchi et la fin de la ligne Seibu Tamako.

## Historique
La gare est inaugurée le 30 décembre 1936.

## Service des voyageurs

### Accueil
La gare dispose d'un bâtiment voyageurs, avec guichets, ouvert tous les jours.

### Desserte
- Ligne Seibu Tamako :
  - voies 1 et 2 : direction Kokubunji
- Ligne Seibu Yamaguchi :
  - voie 3 : direction Seibu-Kyūjō-mae